# Michael Hierl

Michael Hierl

Michael Hierl (* 25. September 1868 in Oberschleißheim; † 30. Juli 1933 in Nürnberg) war ein deutscher Politiker (SPD).

## Leben
Nach dem Besuch der Volksschule (1874–1881) und der Sonntagsschule erlernte Hierl von 1882 bis 1885 das Feingoldschlägerhandwerk und übte diesen Beruf bis 1904 aus. Von 1904 bis 1905 amtierte er als Geschäftsführer des Metallarbeiter-Verbandes in Dresden.
Von 1889 bis 1892 hatte Hierl dem 13. Infanterieregiment in Ingolstadt angehört.
Hierl war lange Jahre in der Gemeindeverwaltung von Schwabach tätig: Von 1905 bis 1908 als Gemeindebevollmächtigter, danach bis mindestens 1919 im Magistrat. Von 1908 bis 1918 saß Hierl als Abgeordneter im bayerischen Landtag und von 1912 bis 1918 war er Abgeordneter des Reichstags für den Wahlkreis Mittelfranken 3 (Ansbach-Schwabach).
Von Januar 1919 bis Juni 1920 war Hierl schließlich Abgeordneter der SPD für den Wahlkreis 26 (Regierungsbezirk Ober-, Mittel- und Unterfranken) in der Weimarer Nationalversammlung.